# Rosé de saignée
Rosé de saignée is een Franse term uit de wijnbouw. Letterlijk betekent het zoiets als "roze uit bloed". Wanneer van een wijn staat vermeld dat deze "saignée" is betekent dat dat men de druiven heeft laten "bloeden". Het is een verfijnde methode om rosé te maken. Het oogmerk is concentratieverhoging van de most in de kuipen. Die bereikt men door een deel van de blauwe druiven uiterst voorzichtig, het gaat "druppel voor druppel", te persen en gescheiden van de resterende most  te vinificeren. Voor dit doel wordt ook het eerste druivensap uit de gistingskuip, sap dat door het gewicht van de trossen vrijkomt nadat de druiven in de kuip zijn gestort, gebruikt.
De methode is kostbaarder en bewerkelijker dan het uitpersen en vinificeren van rood en wit sap dat daarna wordt gemengd tot een eenvoudige rosé (wat in onder andere Frankrijk niet toegestaan is).
Deze methode is een van de vijf productiemethoden om roséwijnen te maken. Er wordt een onderscheid gemaakt tussen "rosé de saignée partielle" en "rosé de saignée totale".

## Rosé de saignée partielle
Hierbij laat men tijdens het maken van rode wijn, tijdens de maceratie een gedeelte van het sap afvloeien (maximum 15%). Het overblijvende deel wordt gebruikt voor het maken van rode wijn die veel geconcentreerder zal zijn. Om een teveel aan tannine te vermijden zal de alcoholische gisting pas opgestart worden na de "saignée". Bij deze methode is de roséwijn eigenlijk maar een bijproduct.

## Rosé de saignée totale
Bij deze methode laat men tijdens de maceratie de blauwe druiven enkele uren of enkele dagen inweken, afhankelijk van de kleur die men wil bekomen. Daarna wordt de totale inhoud van de cuve geperst en laat men het sap vergisten. Clairet is een van deze types rosé.

## Roséschuimwijn
Een "Rosé de saignée"-champagne is een roséschuimwijn op basis van de blauwe druiven van de pinot noir of pinot meunier. De wijnmaker laat het most tijdens de oogst weglopen al voordat die te veel van de kleur van wijn of de tannine in schil, pit en steel heeft overgenomen. Een op deze wijze gewonnen roséwijn is krachtiger dan een rosé waarvoor de druiven zijn geperst en die volgens de bereidingswijze van witte wijnen op basis van blauwe druiven, de methode van de "blanc de noirs" zijn gemaakt. Champagnes  en roséchampagnes mogen niet te veel tannine bevatten.
Een voorbeeld van een rosé de saignée is de Binet Elite Rosé van het champagnehuis Binet. Dat is een roséchampagne van 90% pinot noir grand cru en 10% chardonnay grand cru.
champagne · 
Dom Pérignon · 
champagnehuis · 
méthode traditionnelle · 
roséchampagne · 
rosé de saignée ·  
pinot noir · 
pinot meunier · 
chardonnay · 
voltis · 
échelle des crus · 
grand cru · 
premier cru · 
tête de cuvée · 
taille · 
Montagne de Reims · 
Côte des Blancs · 
coteaux champenois · 
alcoholische gisting · 
malolactische fermentatie · 
assemblage · 
réserve · 
liqueur de tirage · 
sur lattes · 
prise de mousse · 
mousse · 
à point · 
remuage · 
dégorgement · 
liqueur d'expédition · 
millésime · 
monocépage · 
clos · 
blanc de blancs · 
blanc de noirs · 
brut sans année · 
kometenwijn · 
cuvée de prestige · 
dosage · 
muselet · 
brut · 
formaat van champagneflessen · 
afkortingen op etiketten